# Гарейка (присілок)
Гаре́йка (рос. Гарейка, башк. Гәрәй) — присілок у складі Балтачевського району Башкортостану, Росія. Входить до складу Нижньосікіязовської сільської ради.
Населення — 39 осіб (2010; 63 у 2002).
Національний склад:
- марійці — 60 %
- башкири — 35 %